# 何锦龙
何锦龙（1947年12月—），男，福建惠安人，中华人民共和国政治人物，曾任中共漳州市委副书记，漳州市人民政府市长，第十届全国人大代表。